# 利夫·安德森
利夫·安德森（瑞典語：Leif Bertil Andersson，1954年9月17日—）是一位瑞典动物遗传学家，乌普萨拉大学教授，2002年成为瑞典皇家科学院院士。